# Mario Benetton
Mario Benetton (Padua, 1 de enero de 1974) es un deportista italiano que compitió en ciclismo en la modalidad de pista, especialista en la prueba de persecución por equipos.
Ganó dos medallas en el Campeonato Mundial de Ciclismo en Pista, oro en 1997 y bronce en 1998.

## Medallero internacional
| Campeonato Mundial | Campeonato Mundial | Campeonato Mundial | Campeonato Mundial      |
| Año                | Lugar              | Medalla            | Competición             |
| ------------------ | ------------------ | ------------------ | ----------------------- |
| 1997               | Perth (Australia)  | Medalla de oro     | Persecución por equipos |
| 1998               | Burdeos (Francia)  | Medalla de bronce  | Persecución por equipos |